# اكتشاف العوامل الممرضة المسببة للمرض
اكتشاف العوامل الممرضة المسببة للمرض (بالإنجليزية: Discovery of disease-causing pathogens)‏ هو عامل هام في مجال العلوم الطبية. تم تحديد العديد من الفيروسات والبكتيريا والأوليات والفطريات والديدان الطفيلية والبريونات على أنها عوامل مسببه للأمراض محدده أو محتملة. في الولايات المتحدة تم وضع برامج التحكم على الأمراض، الذي بدأ تطبيقه في سنة 1995، أكثر من مائة مريض يعانون من أمراض خطيرة تهدد حياتهم واعتبرت من أسباب معدية، ولكن لا يمكن ربط ذلك بمسببات الأمراض المعروفة. قد يكون ارتباط مسببات الأمراض بالأمراض عملية معقدة وتثير الشكوك، وقد تتحتاج إلى مات السنين حتى تصل إلى تحقيق الهدف

## العوامل التي تعيق تحديد مسببات الأمراض
العوامل التي تم تحديدها على أنها تعوق تحديد مسببات الأمراض تحتوى كالتالي
1. ضعف وجود نماذج حيوانية : تم استخدام العدوى التجريبية في الحيوانات كمعيار لإثبات القدرة على إحداث المرض، ولكن بالنسبة لبعض مسببات الأمراض (مثل، التي تسبب المرض في البشر فقط) لا توجد نماذج حيوانية. في الحالات التي لا توجد فيها نماذج حيوانية، يقوم العلماء أحيانًا بإصابة أنفسهم أو غيرهم لتحديد القدرة المسببة للمرض لدى الكائن الحي.[2]
2. نظريات المرض الموجودة مسبقًا : قبل التعرف على العامل الممرض جيدًا، قد يعزو العلماء أعراض العدوى لأسباب أخرى، مثل الأسباب السمية أو النفسية أو الجينية. بمجرد ارتباط العامل الممرض بمرض ما، أبلغ الباحثون عن صعوبة استبدال هذه النظريات الموجودة مسبقًا.[3][4]
3. إمراضية متغيرة : يمكن أن تؤدي العدوى بمسببات الأمراض إلى استجابات متفاوتة في العوائل، مما يعقد عملية إظهار العلاقة بين العدوى ومسببات الأمراض.[5] في بعض الأمراض المعدية، ثبت أن شدة الأعراض تعتمد على سمات وراثية معينة للمضيف.[6][7]
4. الكائنات الحية التي تبدو متشابهة ولكنها تتصرف بشكل مختلف : في بعض الحالات، يوجد كائن حي غير ضار يبدو متطابقًا مع الكائن الحي المسبب للمرض باستخدام المجهر، مما يعقد عملية الاكتشاف.[8]
5. عدم وجود جهد بحثي : يُعزى التقدم البطيء إلى قلة عدد الباحثين الذين يعملون على أحد مسببا أمراض.[9]

## اكتشافات القرن التاسع عشر

### الكوليرا (1849-1884)
تنتقل من خلال المياه الملوثة تتنتقل بكتيريا ضمة الكوليرا. بمجرد تناولها، تتكاثر البكتيريا القناة المعوية للمضيف وتؤثر سلبيا على تدفق سوائل الجسم عبر بطانة الأمعاء. يمكن أن تودي إلى الوفاة 2-3 ساعات من الجفاف إذا لم يتم توقير العلاج 
قبل التطرق في اكتشاف مسببات الأمراض، كان يُظن أن أعراض الكوليرا ناتجة عن زيادة في الصفراء في المريض؛ أصل اسم المرض كوليرا من اليونان كولير التي اصل معناها الصفراء. كانت هذه النظرية توحي بالفكاهة، ادت إلى تطبيقات طبية مثل إراقة الدماء. تم التصريح عن البكتيريا لأول مرة في عام 1849 من قبل غابرييل بوشيه، الذي اكتشفها في براز مرضى الكوليرا، لكنه لم يعطي هذا الجهود أي تقدير. كان أول عالم يهتم ب ضمة الكوليرا هو عالم التشريح الإيطالي فيليبو باتشيني، قام بنشر رسومات توضح التفصيلية للكائن الحي في «الملاحظات المجهرية والاستنتاجات المرضية للكوليرا» في عام 1854. نشر الكثير من الاوراق البحثية في 1866 و 1871 و 1876 و 1880، والتي لم تحضى باهتمام من قبل المجال العلمي لقد وصف بشكل دقيق وصحيح كيف تسبب البكتيريا الإسهال، وجودة العلاجات أثبتت نتيجة فعاله. في حين أن خرائط جون سنو لعلم الوراثة تم التعرف عليها جيدًا، وأدت إلى إزالة مقبض مضخة شارع برود، على سبيل المثال تفشي الكوليرا في شارع برود ستريت 1854. في عام 1874، صوت الممثلون العلميون من 21 دولة بالإجماع لحل مشكلة الكوليرا بسبب السموم البيئية الناتجة عن المياسمات، أو سحب المواد غير الصحية التي تطفو في الهواء. في عام 1884، أعاد روبرت كوخ اكتشاف ضمة الكوليرا كعنصر مسبب في الكوليرا. عارض بعض العلماء النظرية الجديدة، وشربوا حتى مزارع الكوليرا لدحضها:

## اكتشافات القرن العشرين

### الجياردية المعوية (1681-1975)
ينجم داء الجيارديات عن الإصابة بطفيليات الجياردية المعوية. قد تؤدي الإصابة بالجياردية إلى الإسهال وإنتاج الغازات والألم البطني لدى بعض الأشخاص، وقد تسبب العدوى إصابة مزمنة إن لم تعالج. يسبب الإنتان المزمن بالجياردية نقص نمو وانخفاض ذكاء لدى الأطفال. أصبحت العدوى بالجياردية معروفة عالميًا الآن كمرض، ويستخدم الأطباء لعلاجها مضادات الأوالي. أصبح الإبلاغ عن حالات الإصابة بالجياردية إلى مركز السيطرة على الأمراض واجبًا منذ عام 2002. يدرس مختبر طفيليات الجهاز الهضمي –التابع لمعاهد الصحة الوطنية الأمريكية- طفيليات الجياردية بشكل حصري تقريبًا.

استغرق تصنيف الجياردية المعوية كعامل ممرض وقت طويل على نحو استثنائي. اكتشفت الجياردية في عام 1681، ولكنها اعتبرت سبب مقبول وقابل للعلاج للإسهال المزمن في سبعينيات القرن الماضي: 
اكتشف ليفينهوك الجياردية المعوية لأول مرة (1681) حين وجد الطفيلي في برازه خلال إصابته بالإسهال. لطالما اعتبرت الجياردية كائنات غير ضارة متعايشة مع جسم الإنسان، ولكنها أصبحت تصنف في السنوات الأخيرة كسبب للأمراض المعوية التي تصيب المسافرين إلى بلدان أجنبية، والأشخاص الذين يشربون مياه ملوثة في هذا البلد، والأطفال في دور الحضانة النهارية والذكور المثليين جنسيًا. تعتبر الجياردية أشيع الطفيليات المعوية الممرضة في الولايات المتحدة؛ لكونها تتواجد ضمن 4% من عينات البراز المقدمة إلى مختبرات الصحة العامة الحكومية للبحث عن الطفيليات. عقدت ندوة حول داء الجيارديات برعاية وكالة حماية البيئة في خريف عام 1978 إثباتًا لأهميتها المتزايدة في الولايات المتحدة.

-بقلم جي دبليو سميث داء الجيارديات عام 1980
ظهرت الأدلة الأولى على القدرة الإمراضية للجياردية خلال الحرب العالمية الثانية؛ عندما عولج الجنود من الملاريا باستخدام دواء الكويناكرين المضاد للطفيليات؛ حينها اختفى إسهالهم بالتزامن مع اختفاء الجياردية من عينات البراز. أجرى رندتورف تجارب على السجناء المتطوعين في عام 1954. أصاب الباحثون في التجربة السجناء بالجياردية، وتوصلوا إلى عدم إمكانية ربط تغير عادات التغوط لدى بعض السجناء بالجياردية حصرًا. أشار رندتورف أيضًا إلى تخلص جميع السجناء من الجياردية تلقائيًا. وصفت تجاربه في ندوة وكالة حماية البيئة حول انتقال داء الجيارديات عبر الماء في عام 1979:
لم تصنف الجياردية المعوية عمومًا على أنها طفيلي غازي ممرض للإنسان، ولكننها أضفناها إلى القائمة أيضًا. اعتبرت الجياردية سببًا للإسهال العرضي عند الأطفال في خمسينيات القرن الماضي، لكن ظهورها كان شائعًا جدًا. لم يعاني معظم البالغين المصابين من أي أعراض، ولهذا اعتبرت غير ممرضة. نتيجةً لذلك شعرنا بالأمان عند تعريض السجناء للجياردية...

- بقلم د. رندتورف في ندوة وكالة حماية البيئة حول انتقال داء الجيارديات عن طريق الماء -في عام 1979.
تفشت عدوى الجياردية في ولاية أوريغون (الولايات المتحدة) في 1954- 1955 لتصيب 50000 شخص بالمرض. وثق د. لايل فيزي ذلك في بيان، ولكنه لم ينشر إلا بعد مضي 15 عام في نيو إنغلاند جورنال أوف ميديسين. ذكر د. فيزي في البيان أنه لم يتمكن من العثور على ناشر لروايته عن الوباء. أعيد نشر البيان في ندوة وكالة حماية البيئة حول انتقال داء الجيارديات عبر الماء في عام 1979. تضمنت نسخة عام 1979 الاقتباس التالي من مدير مجلس الصحة بولاية أوريغون، ما يشير إلى أن السلطات ما تزال تنسب الإسهال الناجم عن الجياردية في عام 1954 إلى أسباب أخرى:
يبدو الانتشار غير المعتاد لكيسات الجياردية المعوية في براز المرضى جديرًا بالتسجيل، ولكن السبب الأرجح للجائحة هو في الغالب فيروس غير معروف.

- تعليق مجلس الصحة بولاية أوريغون على انتشار داء الجيارديات في الفترة من 1954 إلى 1955، كما هو مقتبس في بيان فيزي عام 1979.

### الملوية البوابية (1892-1982)
تعد الإصابة بالملوية البوابية سبب معظم القرحات المعدية. ينسب هذا الاكتشاف عمومًا إلى طبيبي الجهاز الهضمي الأستراليين د. باري مارشال ود. جون روبن وارن اللذين نشرا نتائجهما في عام 1983. حصل الثنائي على جائزة نوبل في عام 2005 عن عملهما هذا. قبل ذلك، لم يكن أحد يعرف حقًا سبب الإصابة بالقرحة المعدية، بصرف النظر عن الاعتقاد السائد بدور الإجهاد في حدوث ذلك؛ إذ اقترح بعض الباحثين أن القرحة المعدية ليست إلا مرض نفسي جسدي.
أشار د. مارشال في كتاب رائدو الملوية البوابية إلى وجود أدلة على الإصابة بالملوية البوابية منذ عام 1892، ولكنها تعرضت للتجاهل بسبب تعارضها مع المعتقدات القائمة. وصف جوليو بيززوزيرو الملوية البوابية لأول مرة عام 1892؛ حين اكتشف بكتيريا مقاومة للأحماض تعيش في معدة الكلاب. انتشرت في وقت لاحق نظرية تدعي عدم قدرة البكتيريا على الحياة داخل المعدة. لم تمتلك النظرية أي أساس علمي، ولكنها كانت عثرة أثنت العلماء عن البحث في الأسباب الإنتانية للقرحة المعدية. في عام 1940، نشر أ. ستون فريبيرغ ولويس بارون ورقة بحثية ذكرت وجود جراثيم حلزونية لدى نصف مرضى القرحة المعدية تقريبًا. كان الطبيب اليوناني جون ليكوديس من أوائل الأطباء الذين عالجوا قرحة المعدة باعتبارها مرض إنتاني. عالج بين عامي 1960 و1970 أكثر من 10000 مريض قرحة في أثينا بالمضادات الحيوية. حاول ليكوديس نشر ورقة بحثية عن نتائجه، لكنها تعارضت مع النظرية التقليدية، ولم ينشر عمله أبدًا. نشرت مجلة غوت في عام 1975 نتائج تضمنت وجود جراثيم حلزونية تعيش على أطراف القرحات العفجية. تجاهلت الأوساط العامة الأهمية الطبية لنتائج ستير، ولكنه «استمر في نشر أوراق بحثية حول الملوية البوابية -ربما كهواية».
قد تصيب جراثيم الملوية البوابية معدة بعض الأشخاص دون إحداث قرحات. درس الباحثون حاملي الملوية البوابية غير العرضيين، وحددوا سمة وراثية تدعى إنترلوكين-1 بيتا- 31 تسبب زيادة إنتاج الحمض المعدي. تؤدي الإصابة بالملوية البوابية إلى تشكل القرحات لدى الأشخاص الحاملين لتلك السمة الوراثية. لا تسبب الملوية البوابية القرحات عند غياب تلك السمة الوراثية، ولكنها تساهم بارتفاع خطر الإصابة بالسرطان لديهم. بينت دراسة الإنتانات المعدية المعوية الأخرى أن حدوث الأعراض يتطلب وجود سمات وراثية معينة إضافةً للإصابة بالملوية البوابية.

### أنواع الإشريكية القولونية المسببة للمرض (1947-1983)
تنقسم الإشريكية القولونية لأنواع عديدة بعضها موجود لدى البشر وغير ضار. تعتبر الإشريكية القولونية المنتجة للذيفان المعوي ممرضة الإنسان، بسبب امتلاكها جين يسمح لها بتصنيع مادة سامة له. تملك الماشية حصانة ضد تأثيراتها، ولكن يؤدي تناول الإنسان للطعام الملوث ببراز الحيوانات المصابة إلى المرض. ظهرت تقارير حول الإشريكية القولونية المسببة للمرض في الأدبيات الطبية منذ عام 1947، واستمر نشر المقالات والأبحاث المتعلقة بأنواع الإشريكية القولونية المسببة للمرض في المجلات الطبية طوال فترة الخمسينيات والستينيات والسبعينيات، بينما بدأ نشر التقارير المتعلقة بالوفيات الناجمة عنها بين البشر والرضع بدءًا من السبعينيات. لم تحظ الإشريكية القولونية بمعرفة الأوساط العامة حتى عام 1983، عندما نشر باحث في مركز السيطرة على الأمراض والوقاية منها ورقة تتهم الإشريكية القولونية المنتجة للذيفان المعوي بإحداث سلسلة من اضطرابات السبيل الهضمي النزفية غير المبررة. واجه الباحثون صعوبة كبيرة في تصنيف الإشريكية القولونية المنتجة للذيفان المعوي ضمن العوامل الممرضة، على الرغم من النشر الباكر للأبحاث المتعلقة بالأنواع الممرضة للإشريكية القولونية.